# Niekrasze (stacja kolejowa)
Niekrasze (biał. Некрашы; ros. Некраши) – stacja kolejowa w pobliżu miejscowości Mała Śliwa, w rejonie słuckim, w obwodzie mińskim, na Białorusi. Położona jest na linii Osipowicze – Baranowicze.
Przed II wojną światową istniała mijanka Niekrasze. Położona była ona jednak w innym miejscu - kilkaset metrów na zachód (w stronę Słucka) od współczesnej stacji.